# 俄亥俄州立感化院
俄亥俄州立感化院（Ohio State Reformatory；OSR），也叫曼斯菲尔德感化院（Mansfield Reformatory），是位于美国俄亥俄州曼斯菲尔德的一座监狱。它建于1886年至1910年间，1990年被美国联邦法院下令关闭，之后作为旅游设施对外开放。它曾出现在许多电影、电视和音乐作品中，其中最著名的是《肖申克的救赎》。

## 历史
其历史始于1862年，当时监狱所在地是南北战争士兵的训练营末底改·巴特利营（Camp Mordecai Bartley）。
1867年，曼斯菲尔德成筹集10,000美元为打算新盖的监狱购买了30英亩的土地，州政府也出了20,000美元买下旁边150英亩的土地。建筑花费总共1,326,769美元。当时它叫做中间监狱（Intermediate Penitentiary），用来容纳第一次犯罪的年轻人。建造时，资金问题导致工期延误，从1886年开始一直拖到1910年。
该设计的最初建筑师是来自克利夫兰的李维·斯科菲尔德（Levi T. Scofield），他使用了三种建筑风格，即维多利亚哥特式、理查森罗马式和安妮女王式。施工方为F·F·施尼策尔（Friedrich Ferdinand Schnitzer），他的名字也刻在监狱的奠基石上。1891年，监狱改名为俄亥俄州立感化院。
1896年9月15日，感化院收纳第一批犯人，共150名。他们从哥伦布乘火车抵达，并立即投入监狱下水道系统和25英尺的石墙建造中。

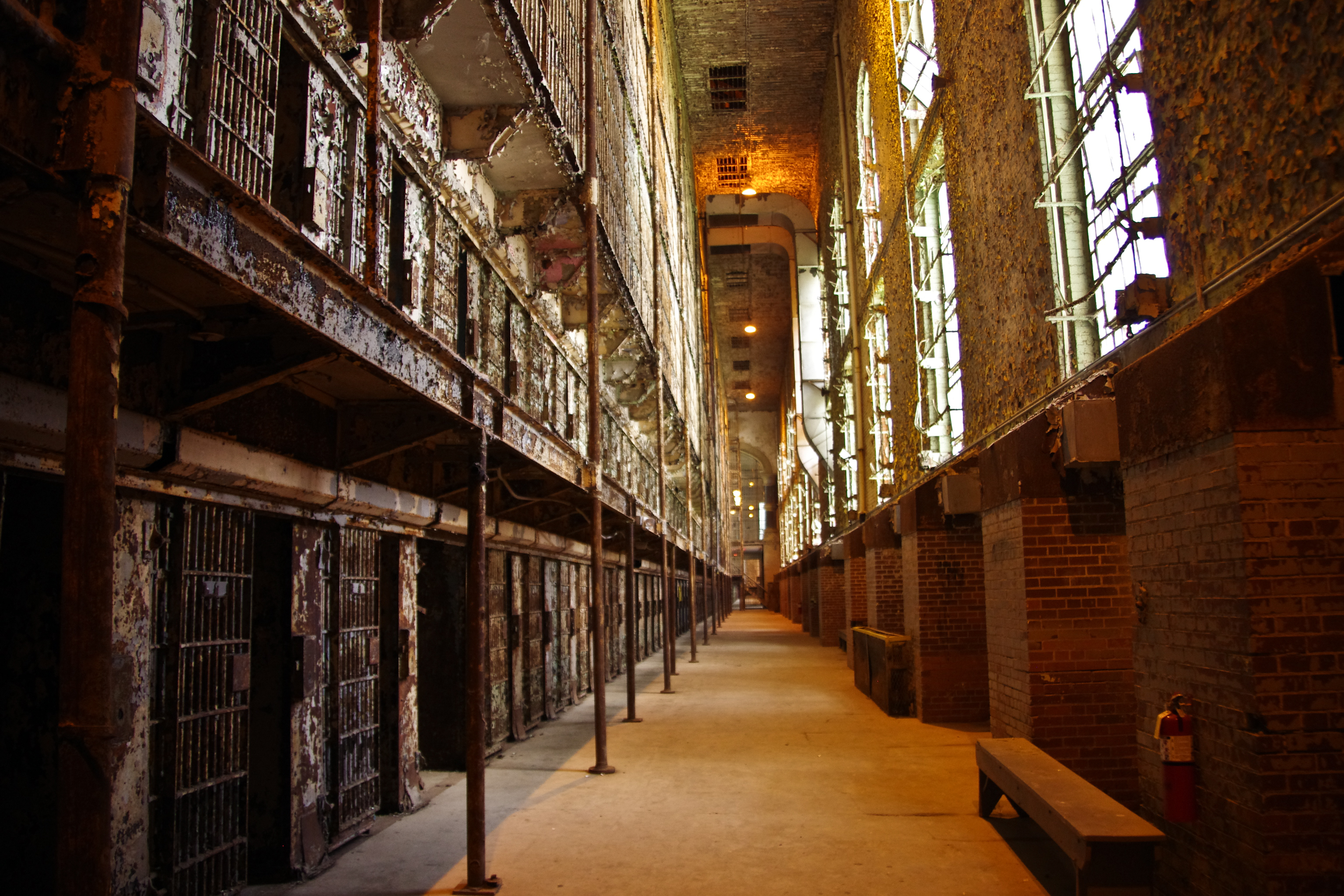
内部

在其运行期间，超过200人于其中丧生，其中包括两名在越狱事件中被害的警卫。

### 关闭
感化院一直运作至1990年12月才被联邦法院命令关闭，原因是囚犯集体诉讼（Boyd v. Denton）监狱过度拥挤、条件也很不人道。于是，美国俄亥俄北区联邦地区法院法官弗兰克·巴蒂斯蒂（Frank J. Battisti）下令在1986年12月末前关闭监狱。但替换设施曼斯菲尔德惩教所（Mansfield Correctional Institution）建设延误，关闭日期被推迟到1990年。
关闭后，包括围墙在内的大部分地面和支撑建筑物已被拆除。1995年，曼斯菲尔德感化院保护学会（Mansfield Reformatory Preservation Society）成立，修缮、改造监狱为博物馆以供游客参观。